# Аморальність (фільм)
«Аморальність» («L'immoralità») — італійська кінодрама 1978 року, знята режисером Массімо Піррі на студіях «Ducale Film» і «Una Cinecooperativa».

## Сюжет
Федеріко — дітовбивця, що тікає від поліцейських, які його переслідують. 12-річна Симона, італійська селянка підбирає його пораненого та приводить до будинку. Їхнє дивне знайомство переростає в кохання, але інтригу перериває сексуально стурбована Вера, мати дівчинки, яка мріє розправитися зі своїм чоловіком, прикутим до інвалідного крісла.

## У ролях
- Ліза Гастоні — Вера
- Говард Росс — Федеріко Ансельмі
- Карін Трентефол — Сімона
- Андреа Франкетті — комісар
- Мел Феррер — чоловік Вери
- Вольфанго Сольдаті — Антоніо
- Франко Феррі — епізод
- Дебора Лупо — епізод
- Іда Меда — епізод
- Анджела Луче — епізод

## Знімальна група
- Режисер — Массімо Піррі
- Продюсер — Бенедетто Конверсі
- Сценарій — Морандо Морандіні, Массімо Піррі, Федеріко Тофі
- Оператор — Ріккардо Паллоттіні
- Композитор — Енніо Морріконе